# Puritan Passions

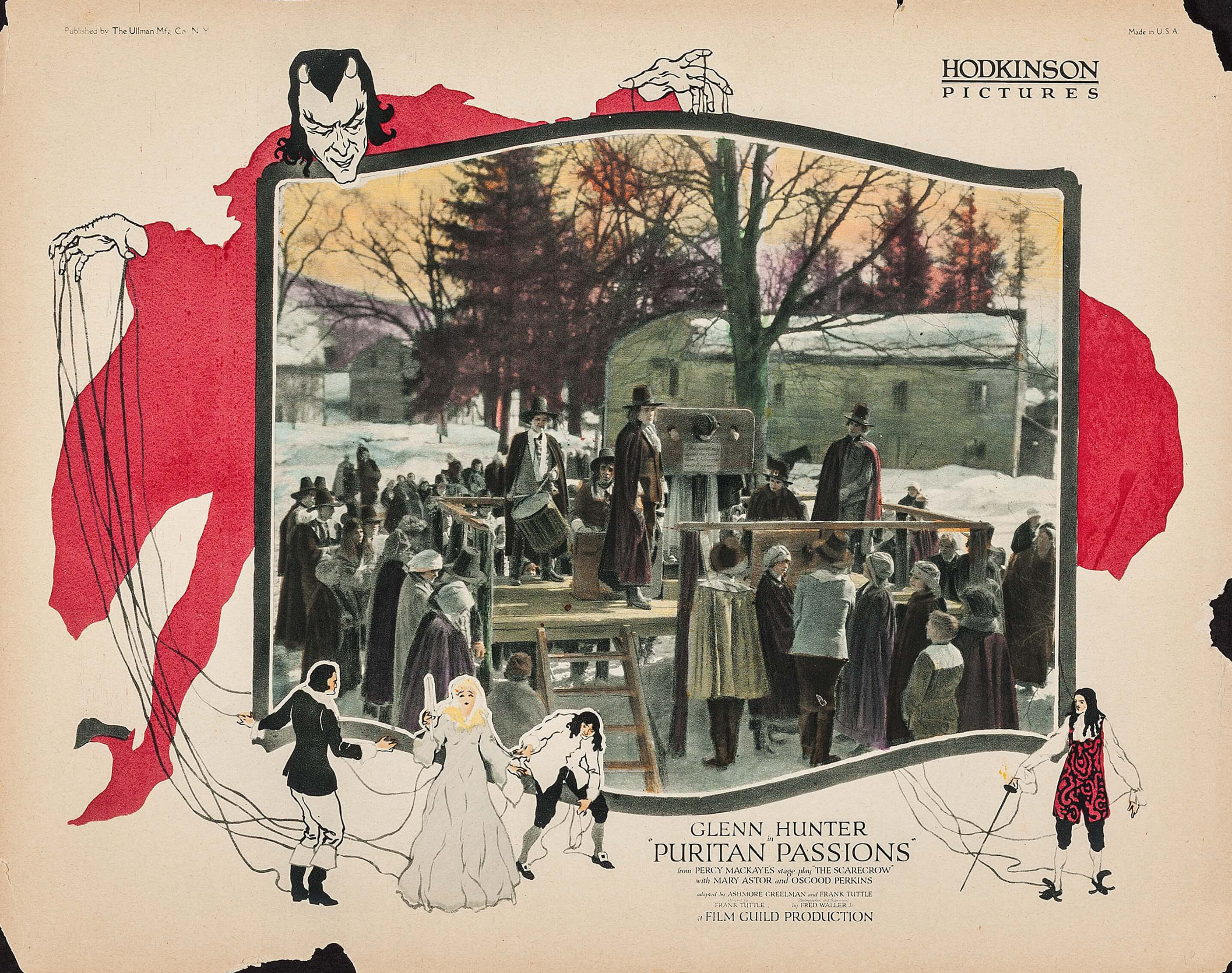
carte promotionnelle du film.

Puritan Passions est un film américain réalisé par Frank Tuttle, sorti en 1923.

## Fiche technique
- Réalisation : Frank Tuttle
- Scénario : Frank Tuttle, James Ashmore Creelman[1] d'après la pièce de Percy MacKaye (en) de 1908 The Scarecrow
- Distributeur : W. W. Hodkinson Corporation (en)
- Photographie : Fred Waller (en)
- Musique : Frederick Converse
- Durée : 70 minutes (7 bobines)[2]
- Date de sortie : 9 septembre 1923

## Distribution
- Glenn Hunter : Lord Ravensbane/The Scarecrow
- Mary Astor : Rachel
- Osgood Perkins : Dr. Nicholas
- Maude Hill : Goody Rickby
- Frank Tweed : Gillead Wingate
- Dwight Wiman : Bugby
- Thomas Chalmers : le Ministre
- Elliot Cabot : Richard Talbot